# 脛狹姬蝽
脛狹姬蝽（学名：Stenonabis tibialis）为姬蝽科狹姬蝽屬下的一个种。